# COMAC C919
Comac C919 je ozkotrupno dvomotorno reaktivno potniško letalo kitajskega proizvajalca COMAC (Commercial Aircraft Corporation of China). C919 ima kapaciteto 158-174 sedežev in dolet največ 5500 km.  
C919 bo največje letalo, načrtovano in zgrajeno na Kitajskem od neuspešnega Šanghaj Y-10. Krstni let je bil izveden 5. maja 2017, prve dobave pa so načrtovane za leto 2020.
Program je želja Kitajcev, da načnejo monopol Airbusa in Boeinga v segmentu ozkotrupnih letal do 200 sedežev. Na dolgi rok pa je v načrtu proizvodnja dvomotornih širokotrupnih letal s po 300-400 sedeži C929 in C939.

## Načrtovanje
Načrtovanje in sestava bo potekela v Šanghaju, z uporabo zahodnih motorjev zadnje generacije CFM International LEAP 1C in zahodne avionike. Sicer pa si želi Kitajska sama proizvajati tudi motor za C919.
Velik del krila in druge kompnente bodo zgrajene v Xianu, center trupa pa v Hondguju. Letalo bo večinoma zgrajeno iz aluminijastih zlitin, v korenu krila pa tudi iz kompozitov.

## Ambicije programa
Načrtovan je, da zmanjša duopol Boeing-Airbus, proizvajalcev, ki proizvajata sorazmerno draga letala. Nekaj časa so se za nakup zanimali tudi Ryanair in drugi nizkocenovni letalski prevozniki. Sicer COMAC še ni objavil cene za letalo, se pa špekulira, da ima za 26 milijard ameriških dolarjev naročil, kar znese 68 milijonov USD na letalo. 

## Tehnične specifikacije
|                    | C919-Mešano                           | C919-Ekonomska razp.                       | C919-Gosta razp.                      |
| ------------------ | ------------------------------------- | ------------------------------------------ | ------------------------------------- |
| Posadka            | 2-3                                   | 2-3                                        | 2-3                                   |
| Število sedežev    | 156 (2-razreda)                       | 168 (1-razred)                             | 174 (1-razred)                        |
| Dolžina sedeža     | 150 sedežev                           | 168 sedežev                                | 174 sedežev                           |
| Dolžina            | 38,9 m (127 ft 7 in)                  | 38,9 m (127 ft 7 in)                       | 38,9 m (127 ft 7 in)                  |
| Razpon krila       | 35,8 m (117 ft 5 in)                  | 35,8 m (117 ft 5 in)                       | 35,8 m (117 ft 5 in)                  |
| Površina krila     | 129,15 m2                             | 129,15 m2                                  | 129,15 m2                             |
| Višina             | 11,95 m (39 ft 2 in)                  | 11,95 m (39 ft 2 in)                       | 11,95 m (39 ft 2 in)                  |
| Širina kabine      | 3,9 m (12 ft 10 in)                   | 3,9 m (12 ft 10 in)                        | 3,9 m (12 ft 10 in)                   |
| Višina kabine      | 2,25 m (7 ft 5 in)                    | 2,25 m (7 ft 5 in)                         | 2,25 m (7 ft 5 in)                    |
| Maks. vzletna masa |                                       | 170.400 lb (77.300 kg) s povečanim dosegom |                                       |
| Dolet              | 4.075 km (2.200 nmi)                  | 5.555 km (2.999 nmi)                       |                                       |
| Maks. hitrost      |                                       | Mach 0,785 900 km (560 mi)                 |                                       |
| Potovalna hitrost  | 834 km (518 mi)                       | 834 km (518 mi)                            | 834 km (518 mi)                       |
| Višina leta        | 12.100 m (39.700 ft)                  | 12.100 m (39.700 ft)                       | 12.100 m (39.700 ft)                  |
| Motorji (2x)       | CFM International LEAP 1C             | CFM International LEAP 1C                  | CFM International LEAP 1C             |
| Potisk motorjev    | 25.000–30.000 lbf (110.000–130.000 N) | 25.000–30.000 lbf (110.000–130.000 N)      | 25.000–30.000 lbf (110.000–130.000 N) |